# Coco Piérart
Constanza Piérart Roa (Concepción, 24 de mayo de 1957), más conocida como Coco Piérart, es una pintora y escultora chilena, realizadora de diversas exposiciones artísticas en Chile y el extranjero, y ganadora de varios premios nacionales. Conocida también como muralista.

## Biografía
Su educación primaria y secundaria la realizó en el Lycée Charles de Gaulle de la Alliance française, en la ciudad de Concepción, Chile, y posteriormente estudió Licenciatura en Arte en la Universidad de Concepción.
Desde 1990 ha realizado continuamente exposiciones en distintas ciudades,  principalmente en la Casa del Arte de su ciudad natal. Durante la década de 1990 ganó diversos concursos en la Región del Biobío. En 1995 ganó un Concurso Nacional de Pintura en la ciudad de Talca.

## Premios
1994, V Concurso Expoarte, Talca (seleccionada). Concurso Llacolén, Concepción (seleccionada).
1995 Expoarte, Talca.1996 (Primer Premio).  Concurso "Mall en Primavera", pintando In Situ, Plaza del Trébol, Talcahuano (Segundo premio). 
1998. Concurso "Una Ciudad en Movimiento", I Municipalidad de Concepción  (seleccionada).Concurso "Valdivia y su Río", pintando In Situ, Valdivia (seleccionada).

## Exposiciones individuales

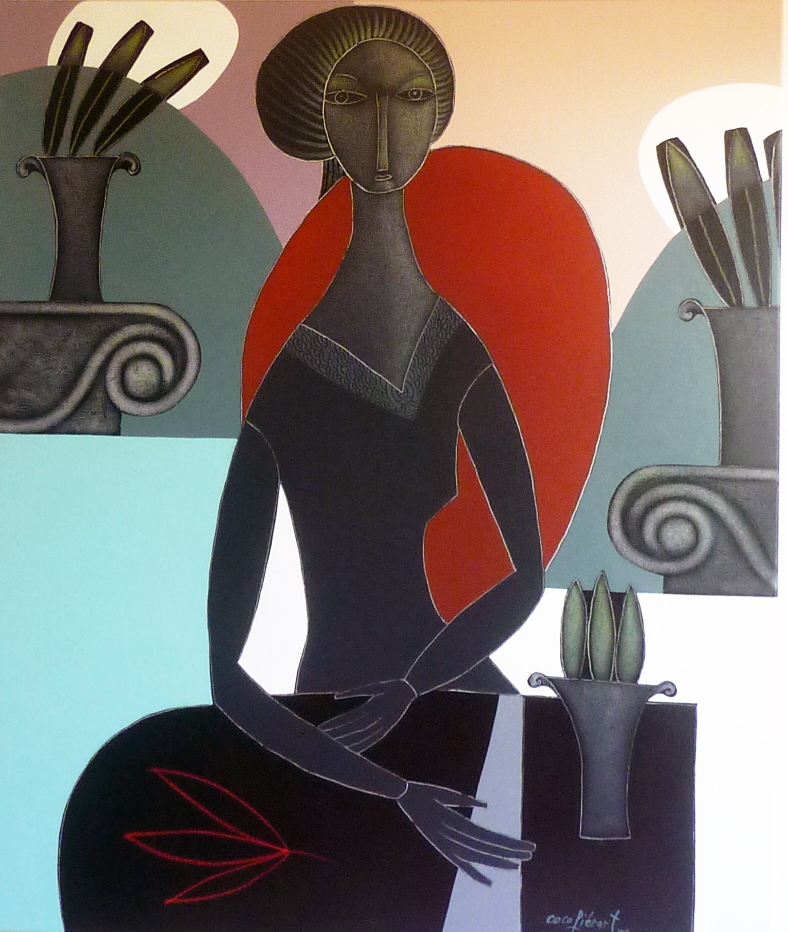
Pintura de Coco Pierart La Sra con sus plantas 100×120cm, 2016

| Año  | Nombre exposición                            | Lugar                                                  | Ciudad, País       |
| ---- | -------------------------------------------- | ------------------------------------------------------ | ------------------ |
| 1995 | -                                            | Sala de Exposiciones de la Municipalidad de Concepción | Concepción, Chile  |
| 1996 | -                                            | Sala Universitaria                                     | Concepción, Chile  |
| 1996 | «Temas Taurinos»                             | Sala Lessing                                           | Concepción, Chile  |
| 1999 | «Máscaras y volcanes»                        | Sala Lessing                                           | Concepción, Chile  |
| 2001 | «Pinturas recientes»                         | Sala Lessing                                           | Concepción, Chile  |
| 2002 | «Tapices en Lino»                            | Sala del Verde                                         | Concepción, Chile  |
| 2002 | «Comiq-eros», pequeño formato                | Sala del Verde                                         | Concepción, Chile  |
| 2004 | «Rostros»                                    | Biblioteca Viva                                        | Talcahuano, Chile  |
| 2004 | -                                            | Maison Culturelle de Quaregnon                         | Quaregnon, Bélgica |
| 2004 | -                                            | Galerie Valerie Berger                                 | Marsella, Francia  |
| 2005 | «Cara dura», Cerámicas esmaltadas y pinturas | Galería Universidad del Bío-Bío                        | Concepción, Chile  |
| 2009 | -                                            | Parque Jorge Alessandri                                | Concepción, Chile  |
| 2009 | -                                            | Galería de la Historia                                 | Concepción, Chile  |
| 2009 | «Mujeres»                                    |                                                        | Espira, Alemania   |

## Principales exposiciones colectivas
| Año       | Nombre exposición | Lugar                                | Ciudad, País                                                           |
| --------- | --- | ------------------------------------ | ---------------------------------------------------------------------- |
| 1996      | «Plástica VIII Región» | Congreso Nacional de Chile           | Valparaíso, Chile                                                      |
| 1996      | «Exposición Regional de Arte y Cultura EXPOARTE»                                                                                             | Museo Nacional de Bellas Artes       | Santiago, Chile                                                        |
| 1999      | «25 años Departamento de Artes Plásticas» | Pinacoteca Universidad de Concepción | Concepción, Chile                                                      |
| 2000-2003 | «Pintura Chilena Contemporánea» |                                      | Costa Rica, Estados Unidos, Jamaica, República Dominicana, Puerto Rico |
| 2003      | «El chocolate y la sensualidad» | Galería Matthei                      | Santiago, Chile                                                        |
| 2003      | «13 sin miedo» | Galería Matthei                      | Santiago, Chile                                                        |
| 2003      | «Interiores-Exteriores» | Galería Montecatini                  | Concepción, Chile                                                      |
| 2004      | «Residencias», exposición en homenaje a Pablo Neruda junto a Manfred Gipper                                                                  | Sala La Escondida, Embajada de Chile | Berlín, Alemania                                                       |
| 2005      | «Mecanismos en juego» | Instituto Chileno Francés de Cultura | Concepción, Chile                                                      |
| 2005      | «Venga Jazz» | Centro de Danza Calaucán             | Concepción, Chile                                                      |
| 2008      | «Mamógrafo móvil», proyectos innovadores CORFO                                                                                               | Sala exestación de ferrocarriles     | Concepción, Chile.                                                     |
| 2008      | «Viaje al interior» |                                      | Shanghái, China                                                        |
| 2009      | Exposición bajo el proyecto «Misión Comercial e Inteligencia de Mercados del Asia y Europa para las Artes Visuales de la Región del Bío Bío» |                                      | Ho Chi Minh, Vietnam                                                   |